# Rezydencja przewodniczącego Śląskiego Sejmu Krajowego
Rezydencja przewodniczącego Śląskiego Sejmu Krajowego – zabytkowa klasycystyczna willa przy ul. Piłsudskiego 70/72 we Wrocławiu, zbudowana przez radcę budowlanego Juliusa Schulzego jako dom własny.
Budynek wzniesiono w stylu klasycystycznym, ze zdobioną fasadą. Po śmierci Schulzego budynek zakupił Heinrich Heimann, który w 1873 r. sprzedał go zarządowi Prowincji Śląskiej. Na działce wzniesiono gmach Śląskiego Sejmu Krajowego, a samą willę Friedrich Knauer przebudował na siedzibę jego przewodniczącego. W okresie powojennym stanowiła m.in. własność Teatru Capitol, który ulokował w nim część pomieszczeń (sale prób dla orkiestry i aktorów, salę ćwiczeń baletu, scenę kameralną). 